# Protestas antigubernamentales en Moldavia de 2009
Las protestas antigubernamentales en Moldavia de 2009 comenzaron el 6 de abril de 2009 en la capital de Moldavia, Chisináu. Después de declarar como ganador de las elecciones parlamentarias del 5 de abril al Partido Comunista, miles de jóvenes moldavos, particularmente estudiantes, salieron a las calles de Chisináu denunciando fraude electoral y pidiendo la repetición de las elecciones. El día 7 de abril las manifestaciones desembocaron en actos de violencia entre manifestantes y las autoridades moldavas. Por su parte los estudiantes entraron y saquearon el Parlamento moldavo y la sede de la administración presidencial. Por su parte, la policía respondió duramente deteniendo a más de 200 personas. Según informes de varias organizaciones no gubernamentales, muchas de estas personas detenidas sufrieron torturas y malos tratos policiales.
Los argumentos de fraude electoral consistían en casos de votación múltiple, votación en ausencia de documentos de identificación, firmas falsas en las listas electorales, la coordinación del proceso electoral por personas sin autorización o bien la falta de transparencia en el recuento de los votos. Estas acusaciones habían sido destacadas también por los observadores electorales, principalmente la Oficina para las Instituciones Democráticas y los Derechos Humanos de las OSCE, que junto con el Consejo de Europa y el Parlamento Europeo, habían monitorizado las elecciones.
Los manifestantes cantaron consignas prooccidentales, pro-unión con Rumania y antigubernamentales como "Nosotros queremos a Europa", "Nosotros somos rumanos" y "Abajo con el comunismo" y reemplazaron la bandera de Moldavia en el edificio presidencial con una bandera de Rumania y una bandera de Europa.
Más de 78 oficiales de la policía y manifestantes fueron heridos en los enfrentamientos, mientras que el presidente de Moldavia, Vladimir Voronin, reclama que son 270. La oposición política llamó a las autoridades a nuevas elecciones y a los manifestantes a detener la violencia. Dado que la cantidad de manifestantes era superior a la de policías, la toma de los edificios no fue controlada hasta la noche del día 7 de abril.
El presidente Vororinin, en un mensaje del día 7 de abril, describió los eventos en la capital como un golpe de Estado organizado por "un reducto de fascistas embriagados por la ira" y declaró que las autoridades moldavas se defenderán contra los "líderes del pogromo". También llamó a Occidente a ayudar en la restauración del orden y en resolver el conflicto.
La frontera entre Rumania y Moldavia fue cerrada el 7 de abril. Al día siguiente, las conexiones ferroviarias entre Rumania y Moldavia fueron canceladas.
En la mañana del día 8, el presidente Voronin acusó a nacionalistas rumanos de estar detrás de las protestas, instituyó la visa a ciudadanos rumanos y declaró al embajador rumano en Moldavia, Filip Teodorescu, como persona non grata, forzándolo a abandonar el país en 24 horas. También hizo referencias a las demostraciones de represión diciendo nosotros intentamos evitar un poco derramamiento de sangre pero si la situación lo requiere, ocurrirá. Posteriormente, Voronin acusó a los manifestantes de intentar iniciar una guerra civil y de traicionar a Moldavia.
Los representantes de la oposición expresaron su apoyo a las manifestaciones populares, reafirmando la necesidad de un nuevo recuento de los votos y de verificar las listas electorales.
Los medios extranjeros catalogaron los disturbios como una revolución de colores o incluso de una revolución twitter.

## Antedentes
En 2001 Moldavia elige en elecciones a un miembro del Partido Comunista, Vladimir Voronin, como presidente del país. Inicialmente declara su acercamiento a Rusia. Pero finalmente en 2003, debido al mantenimiento del apoyo de Rusia a los separatistas de Transnitria, gira su política exterior y evoluciona hacia una orientación prooccidental basada en la cooperación con la Unión Europea.
Después de dos elecciones consecutivas ganadas por el Partido Comunista, el 5 de abril de 2009 se celebran nuevas elecciones y se declara como ganador de nuevo al Partido Comunista.

## Consecuencias
A pesar de la polémica, el Tribunal Constitucional declaró la legalidad de las elecciones de abril, así como la validez de los mandatos de los candidatos. Vladimir Voronin fue elegido presidente del Parlamento. Conforme a la Constitución moldava, la elección del jefe del Estado es prerrogativa del Parlamento y es necesario 61 votos de los 101. Como el Partido Comunista no recibió el apoyo de ningún otro grupo tras dos sesiones, se decidió la disolución y la convocatoria de elecciones anticipadas el 29 de julio de 2009. Dichas elecciones se desarrollaron en un ámbito de normalidad según los observadores nacionales e internacionales. Nuevamente el Partido Comunista ganó las elecciones. Sin embargo los tres partidos restantes decidieron crear una coalición, la Alianza para la Integración Europea y se aseguró la posibilidad de nombrar al presidente del Parlamento, aunque no al jefe del Estado ya que le faltaban ocho escaños. Después de dos intentos fracasados en noviembre y diciembre de 2009, los miembros del Legislativo no habían alcanzado el compromiso necesario para elegir el nuevo presidente del país.

## Imágenes

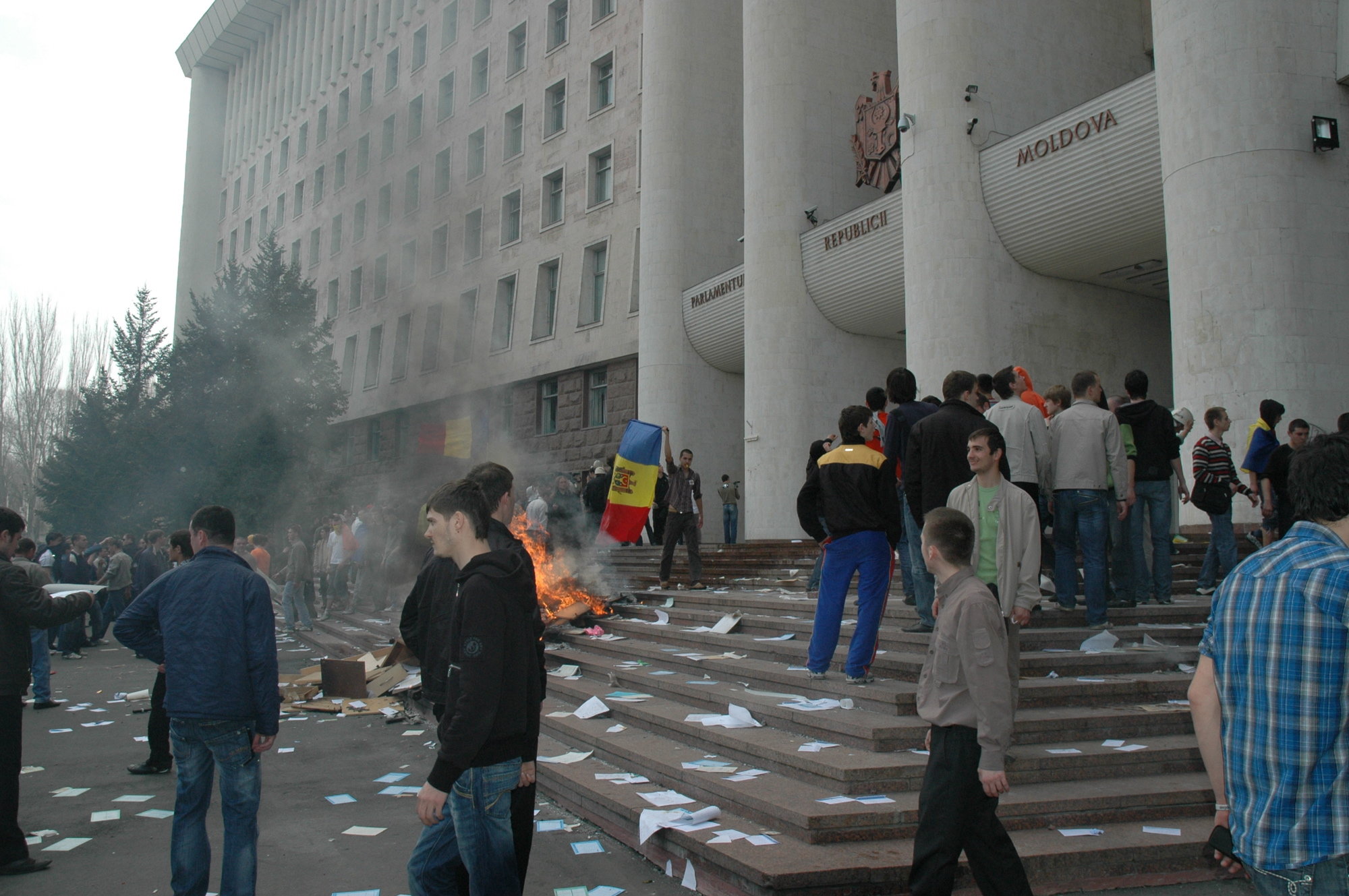
Manifestantes toman el Parlamento de Moldavia.
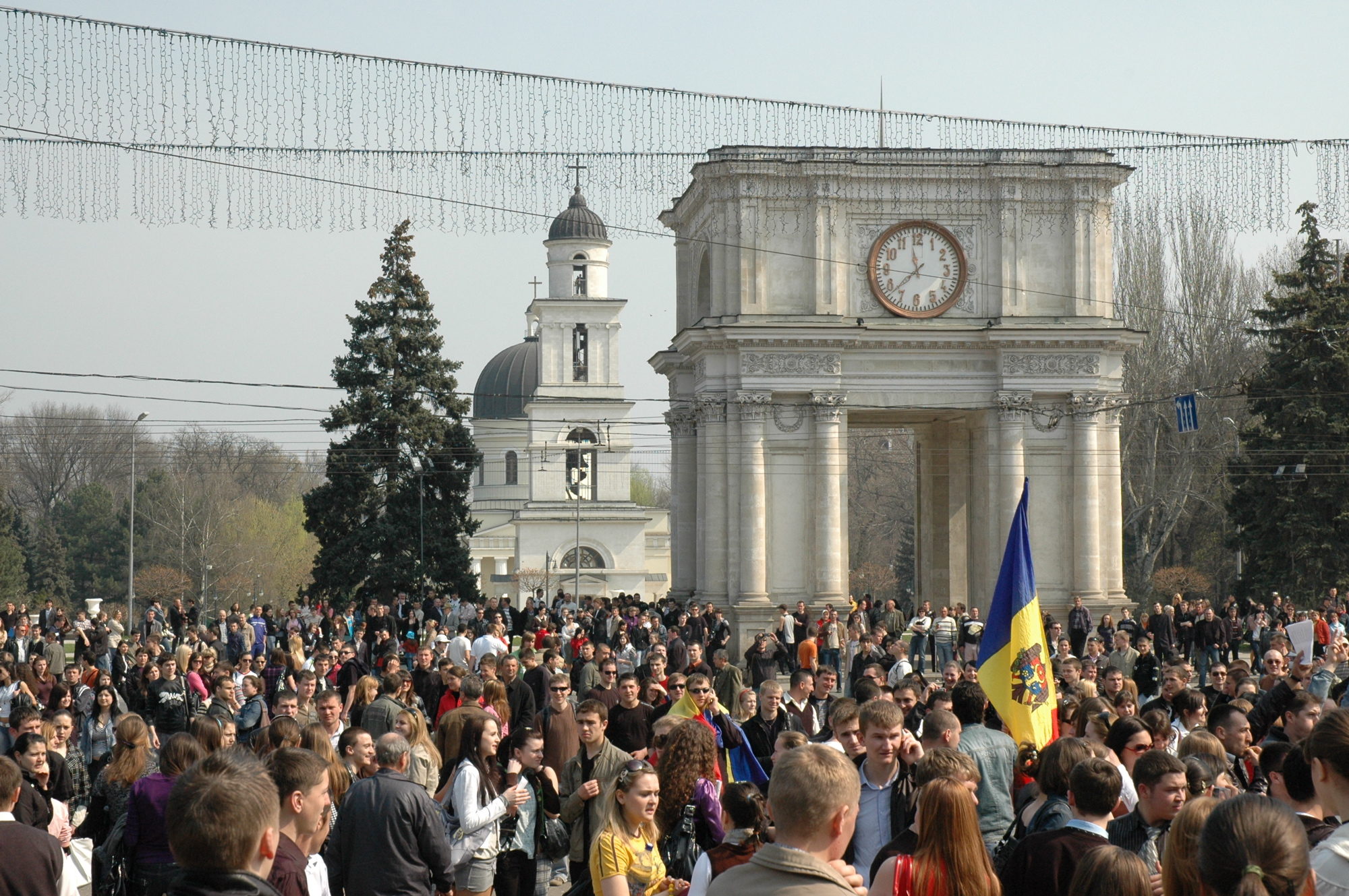
Manifestantes en el bulevard Ştefan cel Mare
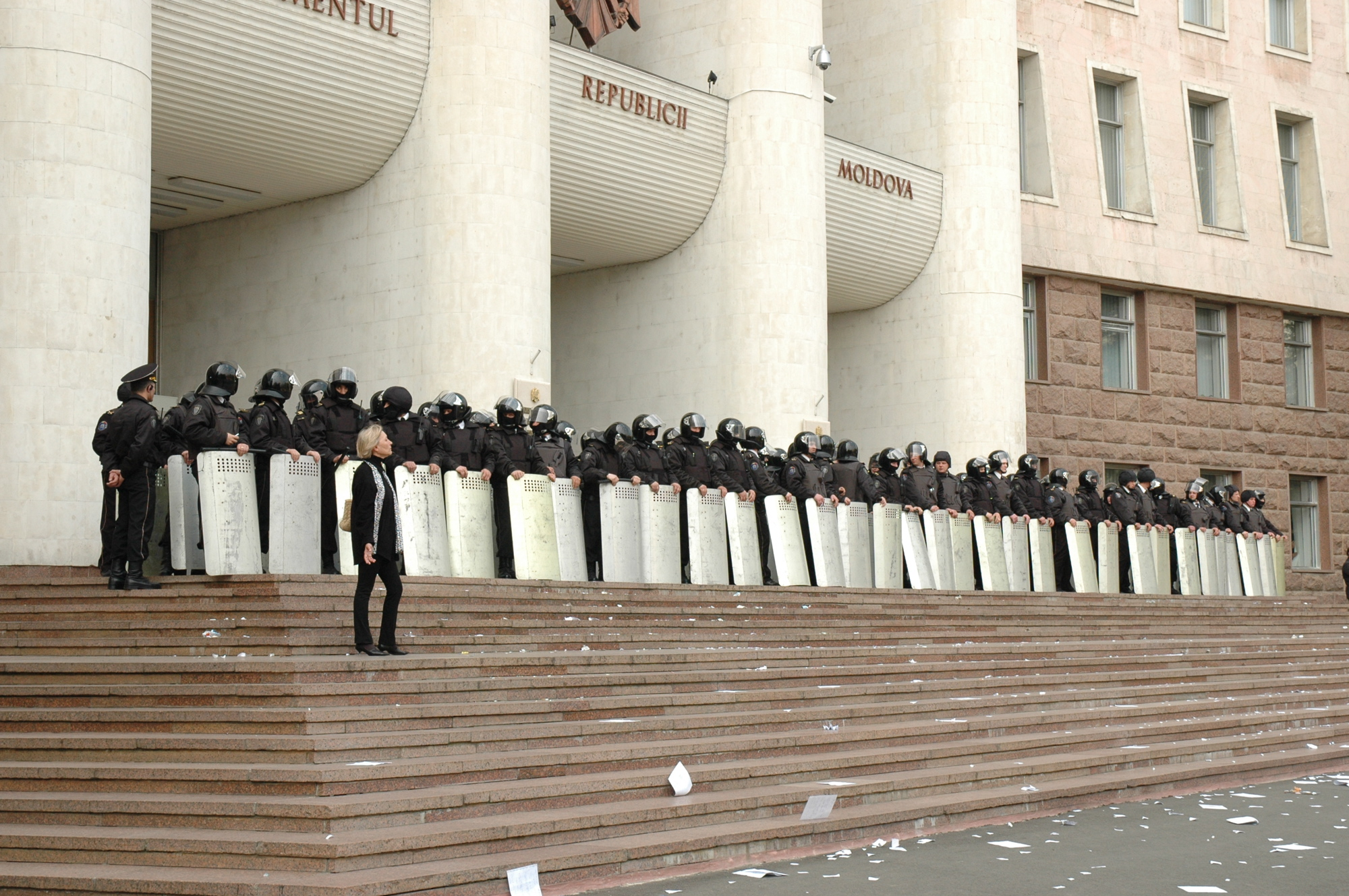
Policías protegiendo la entrada al Parlamento
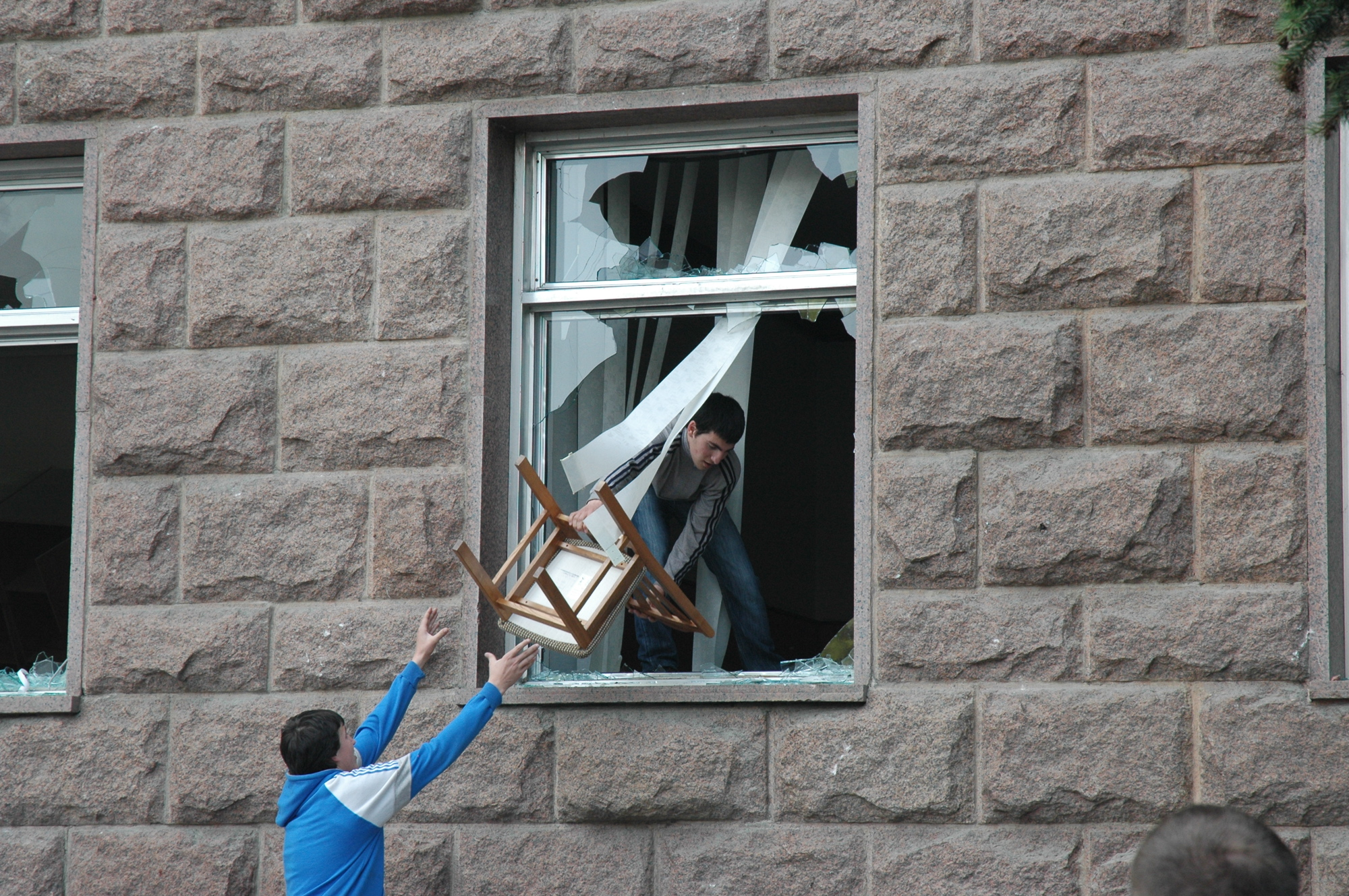
Vandalismo en el edificio del Parlamento
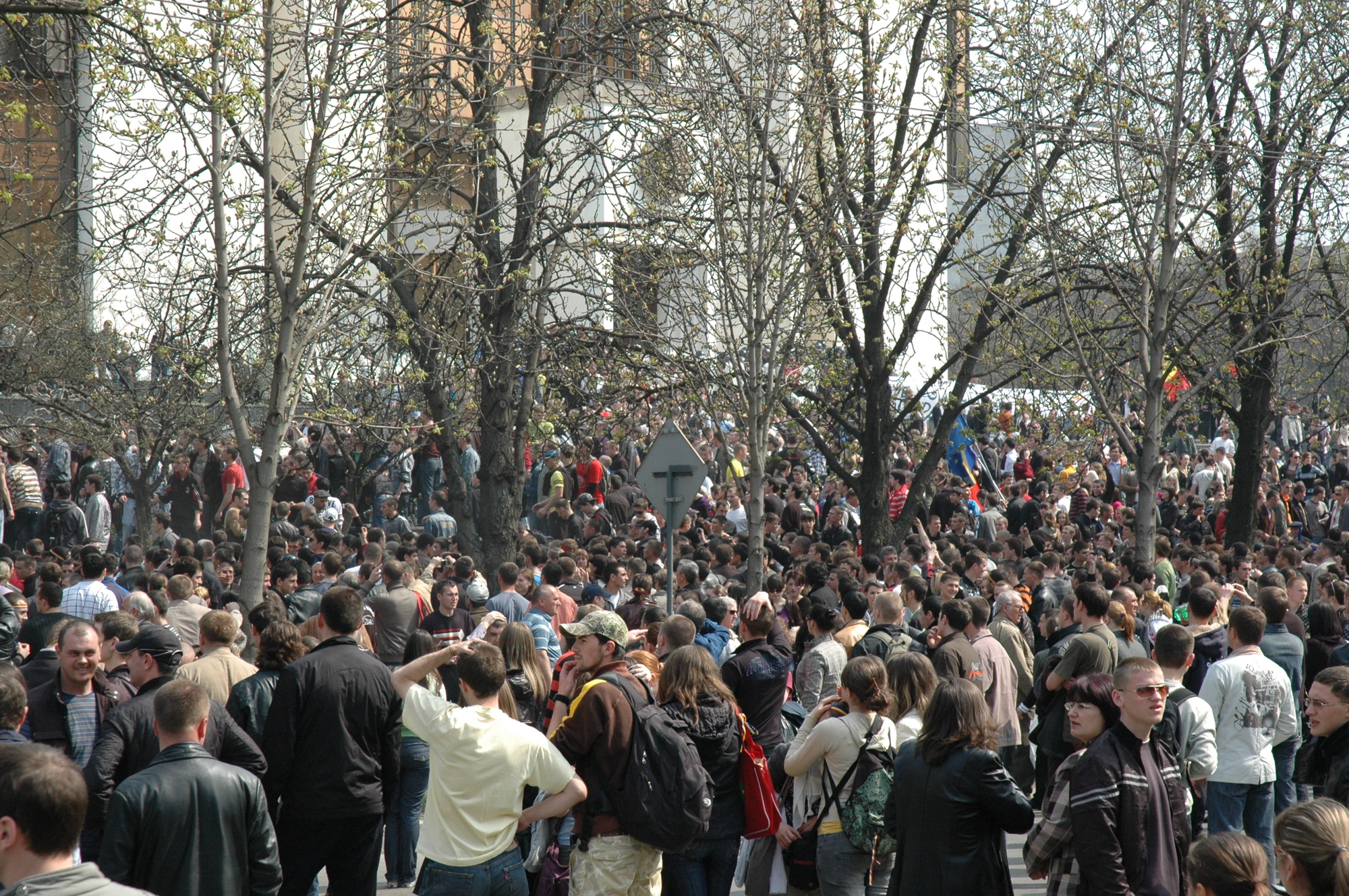
Manifestantes ubicados al frente de la Oficina Presidencial
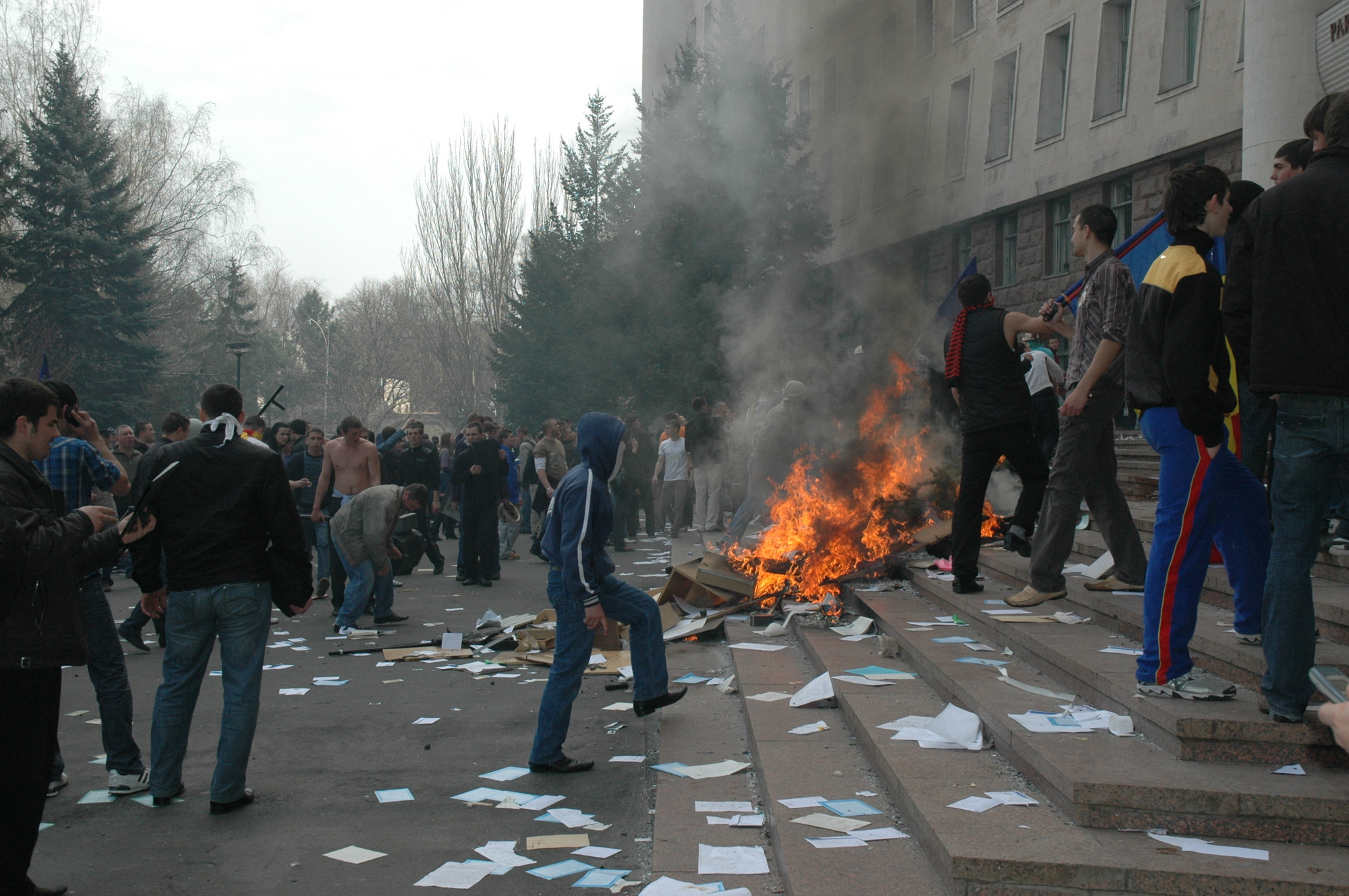
Disturbios en frente del Parlamento moldavo, 7 de abril de 2009